# ماكالين (تكساس)
ماكالين (بالإنجليزية: McAllen, Texas)‏ هي أكبر مدينة في مقاطعة هيدالجو، تكساس، الولايات المتحدة الأمريكية. تقع في الطرف الجنوبي من ولاية تكساس في منطقة تعرف باسم وادي ريو غراندي.في تعداد عام 2010 كان عدد سكان المدينة 1.7 مليون نسمة.

موقع المدينة من ولاية تكساس

## التركيبة السكانية
حدّد مكتب تعداد الولايات المتحدة بيانات التركيبة السكانية لماكالين في تعداد الولايات المتحدة. في ما يلي، التركيبة السكانية حسب تعدادي 2000 و2010.

### تعداد عام 2000
بلغ عدد سكان ماكالين 106,414 نسمة بحسب تعداد عام 2000، وبلغ عدد الأسر 33,151 أسرة وعدد العائلات 26,092 عائلة مقيمة في المدينة. في حين سجلت الكثافة السكانية 654.9 نسمة لكل كيلومتر مربع (1,696.2/ميل2). وبلغ عدد الوحدات السكنية 37,922 وحدة بمتوسط كثافة قدره 233.4 لكل كيلومتر مربع (604.5/ميل2).
وتوزع التركيب العرقي للمدينة بنسبة 78.46% من البيض و0.61% من الأمريكيين الأفارقة و0.40% من الأمريكيين الأصليين و1.93% من الأمريكيين ذوي الأصول الآسيوية و0.04% من سكان جزر المحيط الهادئ و15.85% من الأعراق الأخرى و2.71% من عرقين مختلطين أو أكثر و80.28% من الهسبانيون أو اللاتينيون من أي عرق.
بلغ عدد الأسر 33,151 أسرة كانت نسبة 48.9% منها لديها أطفال تحت سن الثامنة عشر تعيش معهم، وبلغت نسبة الأزواج القاطنين مع بعضهم البعض 59% من أصل المجموع الكلي للأسر، ونسبة 16% من الأسر كان لديها معيلات من الإناث دون وجود شريك،  بينما كانت نسبة 3.6% من الأسر لديها معيلون من الذكور دون وجود شريكة وكانت نسبة 21.3% من غير العائلات. تألفت نسبة 17.9% من أصل جميع الأسر من عدة أفراد يعيشون في نفس المنزل ونسبة 6.4% كانت تتألف من شخص يعيش بمفرده يبلغ من العمر 65 عاماً أو أكثر. وبلغ متوسط حجم الأسرة المعيشية 3.18، أما متوسط حجم العائلات فبلغ 3.64.
بلغ العمر الوسطي للسكان 30.5 عاماً. وكانت نسبة 30.7% من القاطنين تحت سن الثامنة عشر، وكانت نسبة 10.5% بين الثامنة عشر والرابعة والعشرين عاماً، ونسبة 29.2% كانت واقعةً في الفئة العمرية ما بين الخامسة والعشرين والرابعة والأربعين عاماً، ونسبة 18.8% كانت ما بين الخامسة والأربعين والرابعة والستين، ونسبة 9.8% كانت ضمن فئة الخامسة والستين عاماً فما فوق. يوجد لكل 100 أنثى 90.2 ذكر، ويوجد لكل 100 أنثى في الثامنة عشر من عمرها فما فوق 85.9 ذكر.
بلغ متوسط دخل الأسرة في المدينة 25,185 دولارًا، أما متوسط دخل العائلة فبلغ 26,424 دولارًا. وكان متوسط دخل الذكور 21,423 دولارًا مقابل 17,369 دولارًا للإناث. وسجل دخل الفرد الخاص بالمدينة 10,608 دولارًا. وكانت نسبة 30.9% من العائلات ونسبة 33.4% من السكان تحت خط الفقر، وكان من هؤلاء نسبة 44.4% تحت سن الثامنة عشر ونسبة 27% في الخامسة والستين من العمر وما فوق.

### تعداد عام 2010
بلغ عدد سكان ماكالين 129,877 نسمة بحسب تعداد عام 2010، وبلغ عدد الأسر 41,573 أسرة وعدد العائلات 31,823 عائلة مقيمة في المدينة. في حين سجلت الكثافة السكانية 799.3 نسمة لكل كيلومتر مربع (2,070.2/ميل2). وبلغ عدد الوحدات السكنية 45,862 وحدة بمتوسط كثافة قدره 282.3 لكل كيلومتر مربع (731.2/ميل2).
وتوزع التركيب العرقي للمدينة بنسبة 83.86% من البيض و0.94% من الأمريكيين الأفارقة و0.37% من الأمريكيين الأصليين و2.60% من الأمريكيين ذوي الأصول الآسيوية و0.02% من سكان جزر المحيط الهادئ و10.37% من الأعراق الأخرى و1.84% من عرقين مختلطين أو أكثر و84.63% من الهسبانيون أو اللاتينيون من أي عرق.
بلغ عدد الأسر 41,573 أسرة كانت نسبة 46% منها لديها أطفال تحت سن الثامنة عشر تعيش معهم، وبلغت نسبة الأزواج القاطنين مع بعضهم البعض 52.2% من أصل المجموع الكلي للأسر، ونسبة 19% من الأسر كان لديها معيلات من الإناث دون وجود شريك،  بينما كانت نسبة 5.3% من الأسر لديها معيلون من الذكور دون وجود شريكة وكانت نسبة 23.5% من غير العائلات. تألفت نسبة 19.1% من أصل جميع الأسر من عدة أفراد يعيشون في نفس المنزل ونسبة 6.4% كانت تتألف من شخص يعيش بمفرده يبلغ من العمر 65 عاماً أو أكثر. وبلغ متوسط حجم الأسرة المعيشية 3.10، أما متوسط حجم العائلات فبلغ 3.58.
بلغ العمر الوسطي للسكان 32.2 عاماً. وكانت نسبة 30.1% من القاطنين تحت سن الثامنة عشر، وكانت نسبة 9.6% بين الثامنة عشر والرابعة والعشرين عاماً، ونسبة 28.1% كانت واقعةً في الفئة العمرية ما بين الخامسة والعشرين والرابعة والأربعين عاماً، ونسبة 21.4% كانت ما بين الخامسة والأربعين والرابعة والستين، ونسبة 10.9% كانت ضمن فئة الخامسة والستين عاماً فما فوق. وتوزع التركيب الجنسي للسكان بنسبة 47.8% ذكور و52.2% إناث.

## المناخ
يظهر الجدول التالي التغييرات المناخية على مدار السنة لماكالين:
| البيانات المناخية لـماكالين         | البيانات المناخية لـماكالين | البيانات المناخية لـماكالين | البيانات المناخية لـماكالين | البيانات المناخية لـماكالين | البيانات المناخية لـماكالين | البيانات المناخية لـماكالين | البيانات المناخية لـماكالين | البيانات المناخية لـماكالين | البيانات المناخية لـماكالين | البيانات المناخية لـماكالين | البيانات المناخية لـماكالين | البيانات المناخية لـماكالين | البيانات المناخية لـماكالين |
| الشهر                               | يناير                       | فبراير                      | مارس                        | أبريل                       | مايو                        | يونيو                       | يوليو                       | أغسطس                       | سبتمبر                      | أكتوبر                      | نوفمبر                      | ديسمبر                      | المعدل السنوي               |
| ----------------------------------- | --------------------------- | --------------------------- | --------------------------- | --------------------------- | --------------------------- | --------------------------- | --------------------------- | --------------------------- | --------------------------- | --------------------------- | --------------------------- | --------------------------- | --------------------------- |
| الدرجة القصوى °ف (°م)               | 96 (36)                     | 101 (38)                    | 105 (41)                    | 107 (42)                    | 110 (43)                    | 111 (44)                    | 109 (43)                    | 108 (42)                    | 108 (42)                    | 104 (40)                    | 102 (39)                    | 96 (36)                     | 111 (44)                    |
| الحد الأقصى المتوسط °ف (°م)         | 86.5 (30.3)                 | 91.8 (33.2)                 | 95.7 (35.4)                 | 99.2 (37.3)                 | 99.3 (37.4)                 | 101.3 (38.5)                | 102.6 (39.2)                | 103.4 (39.7)                | 100.3 (37.9)                | 96.4 (35.8)                 | 91.8 (33.2)                 | 87.6 (30.9)                 | 104.8 (40.4)                |
| متوسط درجة الحرارة الكبرى °ف (°م)   | 71.0 (21.7)                 | 75.1 (23.9)                 | 81.8 (27.7)                 | 87.1 (30.6)                 | 91.7 (33.2)                 | 96.2 (35.7)                 | 97.1 (36.2)                 | 98.1 (36.7)                 | 93.1 (33.9)                 | 87.6 (30.9)                 | 79.9 (26.6)                 | 72.0 (22.2)                 | 85.9 (29.9)                 |
| متوسط درجة الحرارة الصغرى °ف (°م)   | 50.7 (10.4)                 | 54.2 (12.3)                 | 59.8 (15.4)                 | 66.0 (18.9)                 | 72.1 (22.3)                 | 75.7 (24.3)                 | 76.4 (24.7)                 | 76.7 (24.8)                 | 73.4 (23.0)                 | 66.8 (19.3)                 | 58.9 (14.9)                 | 51.9 (11.1)                 | 65.3 (18.5)                 |
| الحد الأدنى المتوسط °ف (°م)         | 35.3 (1.8)                  | 37.6 (3.1)                  | 42.6 (5.9)                  | 50.8 (10.4)                 | 61.6 (16.4)                 | 69.5 (20.8)                 | 72.5 (22.5)                 | 72.7 (22.6)                 | 63.1 (17.3)                 | 50.8 (10.4)                 | 42.5 (5.8)                  | 34.8 (1.6)                  | 31.5 (−0.3)                 |
| أدنى درجة حرارة °ف (°م)             | 13 (−11)                    | 19 (−7)                     | 31 (−1)                     | 40 (4)                      | 50 (10)                     | 59 (15)                     | 65 (18)                     | 64 (18)                     | 50 (10)                     | 41 (5)                      | 30 (−1)                     | 18 (−8)                     | 13 (−11)                    |
| الهطول إنش (مم)                     | 1.05 (27)                   | 1.11 (28)                   | 1.03 (26)                   | 1.34 (34)                   | 2.25 (57)                   | 2.58 (66)                   | 2.00 (51)                   | 2.21 (56)                   | 4.47 (114)                  | 2.08 (53)                   | 0.89 (23)                   | 1.19 (30)                   | 22.20 (564)                 |
| متوسط أيام هطول الأمطار (≥ 0.01 in) | 7.4                         | 5.4                         | 4.0                         | 4.2                         | 4.8                         | 5.4                         | 5.5                         | 5.4                         | 7.5                         | 5.6                         | 4.1                         | 5.9                         | 65.2                        |
| المصدر: NOAA                        |                             |                             |                             |                             |                             |                             |                             |                             |                             |                             |                             |                             |                             |

## توأمة
لماكالين (تكساس) اتفاقيات توأمة مع كل من:
- أكابولكو
- إيرابواتو
- Cadereyta Jiménez [الإنجليزية]‏
- غوادالوبي، نويفو ليون

## أعلام
- كيفن كروجر
- وليم برينكلي
- مايك جوستين
- فيولا كاناليس
- فيكتور غرزا
- ستيفن ساينز
- رالف شيلينغ
- هاري بويلز